# ملعب دو لامينو

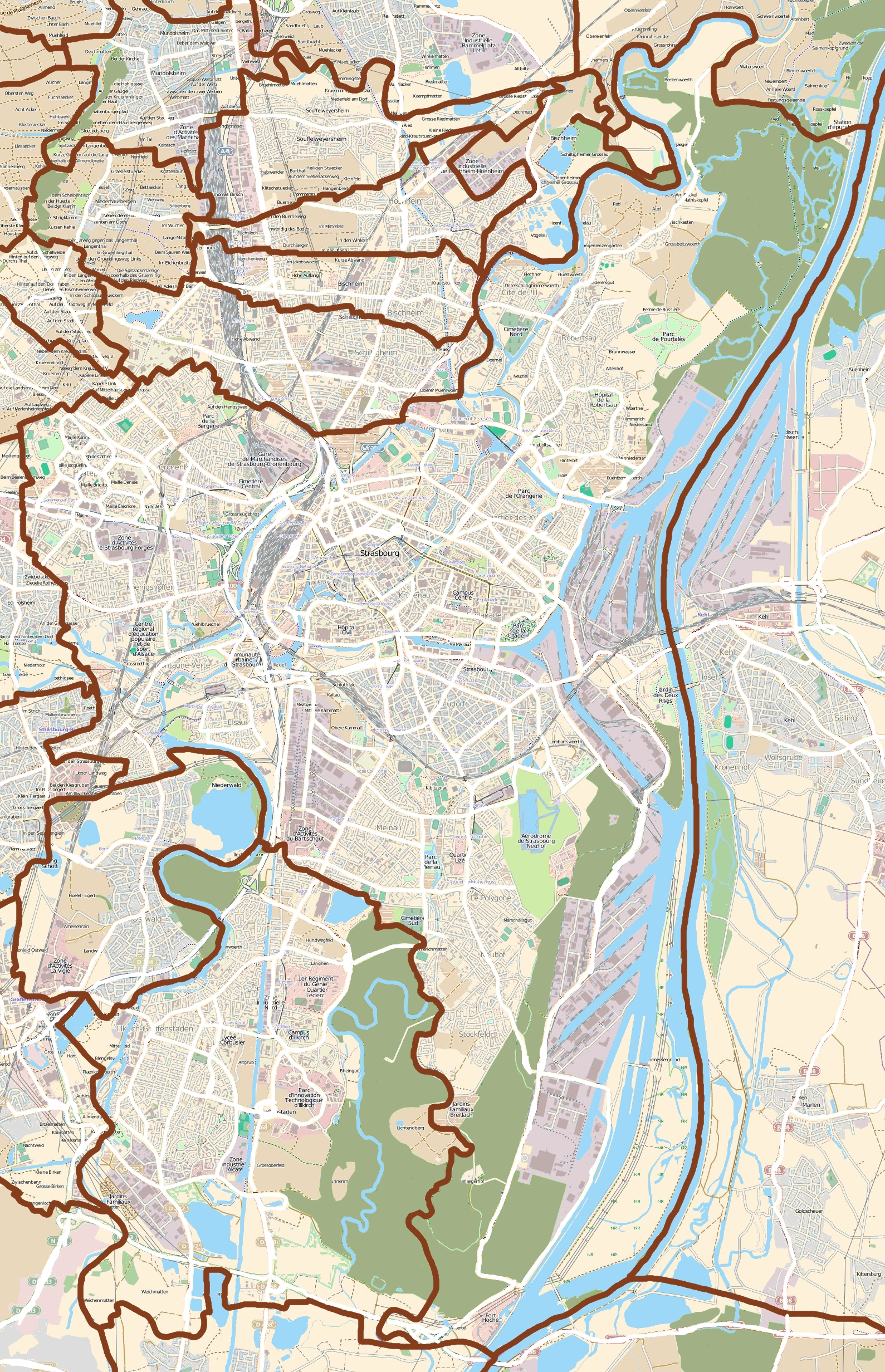
386 × 599 pixels.px

ستاد دو لامينو (بالإنجليزية: Stade de la Meinau)‏ هو ملعب كرة قدم يقع في ستراسبورغ، فرنسا، يتسع لـ 30,000 متفرج. هو الملعب الرسمي لفريق ستراسبورغ.
يحتوي هذا الاستاد على أكثر من 000 40 مقعدا، ثم تم تقليل القدرة إلى 000 29 مقعدا ومنها إلى 000 24 مقعدا لتمهيدالاستاد للسلامة والراحة. ويعتبر استاد الماينو هو الثانى عشر أكبر استاد فرنسي من حيث عددالاماكن المتاحة. إذا كان المقيم هو RC نادي ستراسبورغ، المتحدث يستضيف أحيانا أخرى الأحداث الرياضية أو الثقافية. يقع الاستاد على طول Krimmer ، لا يتوجه الذراع نهر راين ، في حي ألمانيو .

## التاريخ
تم استخدام موقع ماينو ملعب لعبة كرة القدم منذ عام 1906 ، عندما تحول نادي فرنكوني تتدريجياإلى مرعى لحديقة Haemmerlé في ملعبلعبة كرة القدم . منذ عام 1914 ،و اسخدم من قبل FC Neudorf الذي أعاد تسميته إلى نادي ستراسبورغ في عام 1919 . تم بناء المدرج الخشبي الأول في عام 1921 ، وفي نفس السنة أخذت الحديقة اسم استاد ألمانيو. تم تجديد العلبة في عام 1951 قبل أن يتم إعادة بنائها بالكامل في عام 1984. تم تجديده في 2001.

## أهم الأحداث التي استضافها
- كأس العالم لكرة القدم 1938